# Eric Gurney
Eric Gurney (1910, Winnipeg, Manitoba – 1992) était un dessinateur et scénariste pour l'animation américano-canadien. Il est principalement connu pour son travail au sein de la The Walt Disney Company.

## Biographie
Né à Winnipeg, Manitoba (Canada), Gurney a grandi à Toronto où il entame une carrière d'artiste publicitaire. En 1938, il émigre aux États-Unis et est engagé par le studio Disney. Il anime d'abord quelques courts métrages avant de devenir scénariste principalement pour des courts métrages de Pluto. Il travaille aussi sur quelques longs métrages.
En 1948, il décide de devenir indépendant et réalise des illustrations de type cartoon pour des magazines et des campagnes publicitaires notamment pour l'Ethyl Corporation.

## Filmographie

### Comme animateur
- 1940 : Pluto resquilleur
- 1941 : Pluto majordome

### Comme scénariste
- 1944 : Le Printemps de Pluto
- 1945 : Pluto est de garde
- 1945 : La Légende du rocher coyote
- 1946 : La Boîte à musique dont les séquences
  - Pierre et le Loup
  - Casey at the Bat
- 1946 : Bath Day
- 1947 : Ça chauffe chez Pluto
- 1947 : Les Chiens de secours
- 1947 : Figaro and Frankie
- 1948 : Pluto's Purchase
- 1948 : Pluto et Figaro
- 1948 : Pluto's Fledgling
- 1949 : Mickey et Pluto au Mexique
- 1949 : Pluto's Surprise Package
- 1949 : Pluto's Sweater
- 1949 : Pluto et le Bourdon
- 1949 : Sheep Dog
- 1950 : Morris the Midget Moose